# حقوق ادعا و حقوق آزادی
برخی از فیلسوفان و دانش‌مندان علوم سیاسی میان حقوق ادعا و حقوق آزادی تفکیک قایل می‌شوند. حق ادعا حقی است که موجب مسؤلیت، مأموریت، یا تکلیف بالای طرف‌های دیگر در رابطه با دارنده حق می‌شود. در مقابل، حق آزادی حقی است که موجب تکلیف بالای طرف‌های دیگر نشده بلکه صرفاً موجب آزادی یا اجازه برای دارنده حق می‌گردد. تفکیک میان این دو مفهوم «حق» از تحلیل قانون‌دان آمریکایی «ویسلی نیوکامب هوفلد» در اثر عمده اش «مفاهیم اساسی حقوقی، آنگونه که در منطق قضائی و سایر مقالات حقوقی اعمال شده‌است»‏ (۱۹۱۹ میلادی).
حقوق آزادی و حقوق ادعا، معکوس یکدیگرند: یک فرد حق آزادی دارد که به او اجازه می‌دهد کاری را انجام دهد تنها در صورتی که شخص دیگری حق ادعا برای منع کردن او از انجام دادن آن کار نداشته باشد؛ به این ترتیب، اگر شخصی حق ادعا در برابر شخص دیگری داشته باشد، حق آزادی شخص دومی محدود می‌گردد. دلیل آن این است که مفاهیم اخلاقی تکلیف و اجازه، دوگانه‌های دمورگان یکدیگر اند. یک فرد اجازه دارد تنها تمام آن چیزهایی را انجام دهد که مکلف به خودداری از آن نباشد و مکلف است تنها تمام آن چیزهای را انجام دهد که اجازه ندارد از آن‌ها خودداری کند.

## مرور اجمالی
حق آزادی یک فرد در مورد x، استقلال آن فرد است که x را انجام داده یا داشته باشد، در حالی‌که حق ادعای یک فرد در مورد x، تکلیف دیگران است تا اجازه دهند که او x را انجام داده یا داشته باشد. به‌طور مثال، وضع حق آزادی بیان این مطلب است که اجازه داشته باشید آزادانه صحبت کنید؛ یعنی اگر شما به‌صورت آزادانه صحبت کنید هیچ کار اشتباهی انجام نداده‌اید. اما آن حق آزادی به تنهایی مستلزم آن نیست که دیگران مکلف باشند به شما کمک کنند تا چیزهایی را که می‌خواهید، بگویید، حتی آن‌ها اگر مانع سخن گفتن آزادانه شما شدند کار اشتباهی را انجام نداده‌اند. از سوی دیگر وضع حق ادعا آزادی بیان به معنی این است که دیگران مکلف اند تا از منع سخن گفتن آزادانه شما خودداری کنند (اگر چنین کاری کنند اشتباه خواهد بود)، یا حتی شاید مکلف باشند تا به شما در سخن گفتن کمک کنند (اگر آن‌ها کمک کردن را رد کنند، کار اشتباهی انجام داده‌اند). در مقابل، چنین حق ادعا، مستلزم حق آزادی نیست؛ مثلاً قوانینی که اجرای عدالت خودسرانه را ممنوع می‌دانند (یک حق ادعای قانونی برای رهایی از آن را ایجاد می‌کنند) این بدان معنی نیست که تمام اعمالی را که اجرای چنین اقدامات خشن می‌توانست جلوگیری کند را نادیده گرفته یا اجازه دهند.
برای وضوح بیشتر: در جهانی که تنها حق آزادی بوده و حق ادعا موجود نباشد بر حسب تعریف، جهانی است که در آن همه چیز اجازه داده شده و هیچ اقدام یا ترک فعل ممنوع نیست؛ جهانی که در آن هیچ‌کس نمی‌تواند ادعا کند که متضرر یا نادیده گرفته شده‌است. در مقابل، در جهانی که تنها حق ادعا بوده و حق آزادی موجود نباشد جهانیست که هیچ چیز در آن صرفاً مجاز نیست، بلکه همه اقدامات یا اجباری اند یا ممنوع. تصریح اینکه مردم دارای حق ادعا و آزادی اند – یعنی مردم مکلف اند تا تنها از جلوگیری یکدیگر از انجام دادن چیزهایی که اجازه دارند اجتناب کنند، حق آزادی آنها صرفاً به وسیله تکلیفشان به ارج گذاری به آزادی دیگران محدود می‌شود – تز مرکزی نظریات لیبرال عدالت است.

## حقوق مرتبه دوم
تحلیل اصلی هوفلد شامل دو نوع حقوق دیگر نیز می‌شد: در کنار ادعاها (یا حقوق مناسب) و آزادی‌ها (یا امتیازات)، او از قدرت‌ها و مصونیت‌ها نوشت. دو اصطلاح دیگر تحلیل هوفلد، قدرت‌ها و معافیت‌ها، به ترتیب به آزادی‌ها و ادعاهای رتبه دوم دلالت می‌کنند. قدرت‌ها حقوق آزادی در مورد تعدیل حقوق رتبه اول هستند، یعنی کنگره ایالات متحده دارای قدرت‌های مشخصی برای تعدیل برخی از حقوق قانونی شهروندان ایالات متحده است که به موجب آن می‌تواند تکالیف قانونی را اعمال یا برطرف کند. معافیت‌ها، در مقابل حقوق ادعا در مورد تعدیل حقوق رتبه اول هستند، مثلاً شهروندان ایالات متحده بر اساس قانون اساسی، معافیت‌های مشخصی دارند که قدرت‌های مثبت کنگره ایالات متحده برای تعدیل حقوق قانونی آن‌ها را محدود می‌سازد. بنابراین، مصونیت‌ها و قدرت‌ها اغلب توسط نویسندگان بعدی به عوض ادعاها و آزادی‌ها به‌کار رفته‌است یا به‌صورت یک‌جا تحت عنوان «حقوق فعال» (آزادی‌ها و قدرت‌ها) و «حقوق منفعل» (ادعاها و مصونیت‌ها) دسته‌بندی شده‌اند.
این انواع مختلف حقوق، می‌توانند از جنبه واحدهای ساختمانی برای توضیح موارد پیچیده‌تر همچون یک قطعه مشخص ملکی، به‌کار بروند. به‌طور مثال، حق استفاده از کامپیوتر شخص دیگر می‌تواند به عنوان حق آزادی پنداشته شود، اما شخص دیگری برای این‌که بتواند به دیگران اجازه دهد از کامپیوتر شما استفاده کنند باید حق قدرت داشته باشند (تا به آن‌ها حق آزادی بدهد) و در برابر کسانی‌که از کامپیوتر شما استفاده می‌کنند، به حق ادعا ضرورت دارند؛ علاوه بر آن، شما می‌توانید برای محافظت از ادعاها و آزادی‌های تان در مورد کامپیوتر، دارای حق مصونیت باشید.